# 于乐
于乐（1985年2月26日—），中国足球运动员，司职前鋒。

## 职业生涯
于乐出身于北京国安，在2006年以2万元转会到河南建业。2007年赛季，河南建业对阵大连实德，于乐下半场打进制胜一球，帮助球队获得队史首场中超胜利而一战成名。不过随后由于上阵机会不多成为球队的边缘球员。
2010年河南建业要在中超和亚冠双线作战，在伤兵满营的情况下于乐才获得出场机会，当年4月13日进行的亚足联冠军联赛客场对阵新加坡武装部队的比赛中，于乐为河南建业一度扳平比分，收获个人首个亚冠进球，可惜球队最终以1-2失利。该赛季，于乐在中超出场15次打进3球。
2011年于乐在中超联赛只出场7次，其中首发1次，全部出场时间加起来只有184分钟。
2012年2月，于乐以自由转会方式加盟深圳红钻与球队签约3年，合同到期后深圳红钻有续约1年的优先权。由于遭遇伤病影响，未有过多发挥。
2013年，于乐摆脱伤病困扰恢复状态，成为深圳队锋线上颇具冲击力的福将，赛季中期状态火爆屡屡打入关键入球。